# 秦正流
秦 正流（はた しょうりゅう/まさる、1915年4月15日 - 1994年7月9日）は、日本のジャーナリスト。滋賀県出身。朝日新聞社専務取締役、日本ジャーナリスト会議代表委員を務めた。

## 経歴
浄土真宗本派本願寺派至心山円徳寺住職の父諦観と母いくの次男として生まれる。1936年3月、大阪外国語学校（現大阪大学外国語学部）露語部を卒業する。
同1936年8月、大阪朝日新聞社に準試用社員として入社し、奈良通信部に配属される。1937年1月、兵役に召集され、金沢の騎兵第9連隊に入営のため朝日新聞社を休職。満州ハルビンに配属されて初年兵の教育を受け、幹部候補生に採用されて6月に一等兵として帰国。翌1938年1月千葉県習志野の陸軍騎兵学校に入校、7月少尉任官、騎兵第9連隊が駐屯中の中国・蘇州で原隊復帰。「武漢三鎮攻略戦」に参加し、連隊旗手を務める。1940年8月召集解除（予備役陸軍騎兵中尉）となり、同年11月西部本社の下関通信局に復職。1943年東京本社東亜部員となり、同年4月、ビルマのラングーン支局に派遣。1945年、ビルマ戦線の破綻により、第5飛行師団とともにカンボジアのプノンペンに移動。8月10日、サイゴン支局でポツダム宣言受諾を知る。シンガポールの昭南支局で玉音放送を聞き、12月帰国。
1946年1月1日付で西部本社通信部に復帰。同年7月大阪本社外報部員となり、10月新聞単一労組朝日支部の副書記長、次いで書記長を務める。この時の委員長は、後に論説主幹となる森恭三と、社長となった渡辺誠毅である。1948年12月大阪本社経済部員。1955年東京本社調査研究室員、1957年8月外報部員兼務、1959年1月モスクワ支局長、1963年2月外報部員、同年7月論説委員、1964年8月外報部長、1966年7月東京本社編集局次長、1967年9月大阪本社編集局長、1969年12月総務・労務担当、1972年3月平取締役を飛び越して常務取締役（総務・労務担当）、1974年6月専務取締役（編集・出版担当）、1976年12月専務取締役（編集担当）、1981年4月編集担当を辞任、1982年3月専務取締役を退任し、編集顧問となる。1985年4月編集顧問を辞し社史編修顧問に。
朝日新聞社内に波及した中ソ対立では、親ソ連派のリーダー的存在で、広岡知男社長（1977年12月から会長）が推進する親中国共産党路線を社内で批判する急先鋒だった。そして同じく親ソ連派の渡辺誠毅社長らとともに、広岡会長らによって朝日新聞社の経営から排除されている村山社主家と「反広岡」で手を組み、1980年3月に広岡会長を失脚させた。
編集顧問就任後の1982年から1989年まで大佛次郎賞選考委員を務めた。1986年5月日本ジャーナリスト会議代表委員となる。
1994年7月9日、肺炎で死去、79歳。

## 著書
- さばくを緑に TVA物語 あかね書房, 1964. 少年少女20世紀の記録
- モスクワ1500日 朝日新聞社, 1964.
- ソ連・社会主義・人間 筑摩書房, 1965. グリーンベルト・シリーズ
- 世界は激動する 国際問題の焦点 編著. ダイヤモンド社, 1967.
- ペンの旅人 一新聞記者の回想 大阪書籍, 1984.4. 朝日カルチャーブックス
- 兵戈無用 若きジャーナリストへの遺言 秦正流遺稿集刊行委員会 1998.7.